# Дурман индейский
Дурма́н инде́йский (toloatzin, лат. Datúra innóxia) — растение семейства Паслёновые (Solanaceae), естественно произрастающее в Центральной и Южной Америке и интродуцированное в Африке, Азии, Австралии и Европе. Научное название часто приводится как Datura inoxia. Впервые растение было описано в 1768 году английским ботаником Филиппом Миллером. Некоторое время к отдельным представителям вида ошибочно применялось имя Datura metalloides, но сейчас это название устарело.

## Ботаническое описание

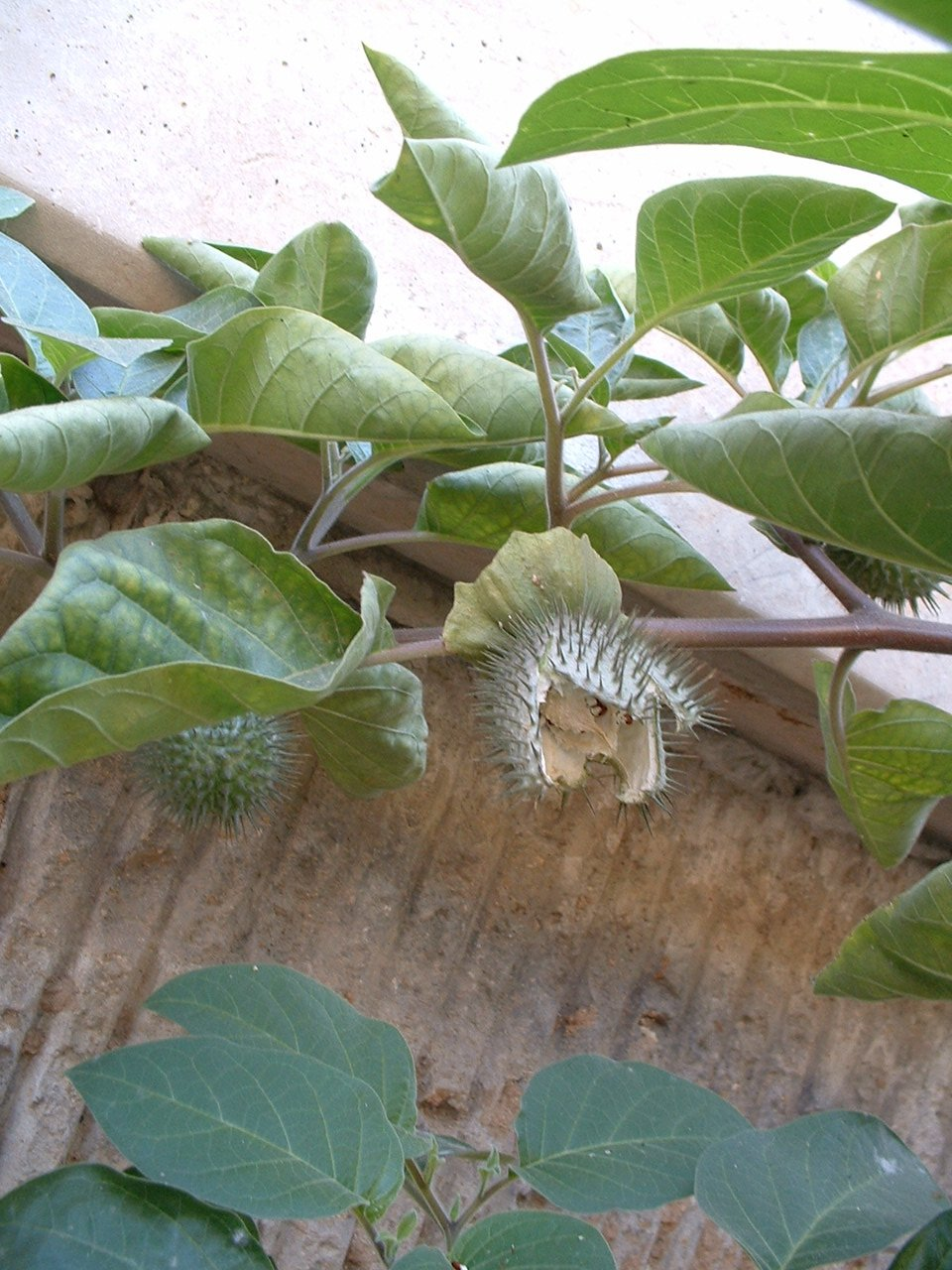
Дурман индейский со зрелым раскрывшимся плодом

Дурман индейский — однолетнее кустарниковое растение, обычно достигающее 0,6—1,5 метров в высоту.
Корень стержневой, с короткими толстыми боковыми корнями.
Стебель и листья покрыты коротким, мягким сероватым ворсом, придающим всему растению сероватый оттенок. Листья цельнокрайные, имеют эллиптическую форму и перистое жилкование. Все части растения при повреждении испускают вонь, похожую на запах протухшего арахисового масла, в то время как запах цветков многие люди считают весьма приятным, когда они распускаются ночью.
Цветки белые, длиной 12—19 см, расположены одиночно в развилках стебля; венчик трубчато-воронковидный; чашечка зелёная, вздутая, пятизубчатая. Первоначально они растут вертикально, а потом склоняются вниз. Цветёт дурман с раннего лета до поздней зимы.
Плод — яйцеобразная колючая коробочка около 5 см в диаметре. Она расщепляется, когда созревает, рассеивая семена. Другой способ распространения семян — колючки плодов, цепляющихся за шерсть животных, которые потом разносят их далеко от родительского растения. Семена обладают способностью зимней спячки и могут сохраняться в почве на протяжении годов. Семена, как и всё растение в целом, галлюциногенны, но обладают высокой вероятностью передозировки.

## Химический состав
Все части дурмана содержат опасный уровень ядов и могут быть фатальными для людей или животных при глотании. В некоторые городах закупка, продажа и культивирование дурмана запрещены.
Все части растения содержат алкалоиды (от 0,15—0,24 % в стебле до 0,83 % в семенах). Основным алкалоидом является скополамин, содержание которого в различных органах растения колеблется: в листьях 0,005—0,16 %, в стеблях 0,04—0,12 %, в корнях 0,08 %, в цветках 0,34 %, в плодах 0,38—0,41 %, в семенах до 0,77 %. В растении также содержатся гиосциамин, норгиосциамин, тиглоидин, метелоидин, атропин, тропин и псевдотропин.

## Значение и применение

### Лекарственное применение
В качестве лекарственного сырья используют семя дурмана индейского (лат. Semen Daturae innoxiae). Сырьё заготавливают в период побурения нижних коробочек. Сушат при температуре 45—50° С. Сырьё используется для получения скополамина гидробромида, применяемого в психиатрии в составе препарата «Аэрон».

## Сходные виды
Дурман индейский весьма схож с дурманом индийским, который принимали за него в ранней научной литературе. Близкородственный дурман обыкновенный отличается более мелкими цветками и зубчатыми листьями, а у Datura wrightii более широкие пятизубчатые цветки.